# Marina Colasanti

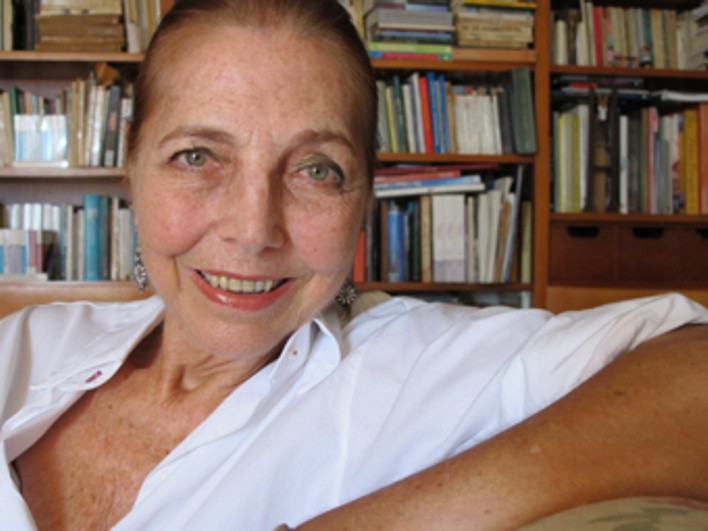
Marina Colasanti (2012)

Marina Colasanti (* 26. September 1937 in Asmara, Italienisch-Eritrea; † 28. Januar 2025 in Ipanema) war eine brasilianische Autorin, Journalistin und Übersetzerin.

## Leben
Marina Colasantis Vater war der Schauspieler Manfredo Colasanti (1902–1983), ihr älterer Bruder der Schauspieler Arduino Colasanti (1936–2014). Die Kindheit verbrachte sie bis zum Alter von 12 Jahren in Libyen und Italien, nach dem Zweiten Weltkrieg wanderte ihre Familie 1948 nach Brasilien aus. Dort studierte sie Bildende Kunst an der Escola Nacional de Belas Artes in Rio de Janeiro und arbeitete als Journalistin und Übersetzerin. Sie veröffentlichte über 30 Bände mit Prosa, Lyrik und Erzählungen und ist als Kinder- und Jugendliteraturautorin bekannt geworden. Sie wurde mit über 20 Literaturpreisen ausgezeichnet.

## Persönliches
Die Mutter zweier Töchter war mit dem Schriftsteller Affonso Romano de Sant’Anna (1937–2025) verheiratet, der wenige Monate nach ihrem Tod verstarb.
Marina Colasanti starb im Januar 2025 im Alter von 87 Jahren in Ipanema, in Rio de Janeiro.

## Werke
- Eu sòzinha (1968)
- Uma idéia toda azul (1978) O Melhor para o Jovem, als Bestes Jugendbuch durch die Fundação Nacional do Livro Infantil e Juvenil (FNLIJ); Großer Kritikerpreis für Jugendliteratur der Associação Paulista de Críticos de Artes (APCA)
- A morada do ser (1978, 2004)
- Doze reis e a moça no labirinto do vento (1978)
- A menina arco iris (1984)
- Lobo e o carneiro no sonho da menina (1985)
- E por falar em amor (1985)
- O verde brilha no poço (1986)
- Contos de amor rasgado (1986)
- Um amigo para sempre (1988)
- Aqui entre nós (1988)
- O menino que achou uma estrela (1988)
- Ofélia, a ovelha (1989)
- Será que tem asas? (1989)
- A mão na massa (1990)
- Intimidade pública (1990)
- Cada bicho seu capricho (1992)
- Entre a espada e a rosa (1992) Prêmio Jabuti, Câmara Brasileira do Livro
- De mulheres, sobre tudo (1993)
- Rota de colisão (1993) Prêmio Jabuti
- Um amor sem palavras (1995)
- Eu sei mas não devia (1995)
- Longe como o meu querer (1997) Prêmio Jabuti
- Histórias de amor (Reihe: Para gostar de ler. vol. 22) (1997)
- O leopardo é um animal delicado (1998)
- Gargantas abertas (1998)
- Ana Z., aonde vai você? (1999) Prêmio Jabuti
- Esse amor de todos nós (2000)
- A amizade abana o rabo (2001)
- Penélope manda lembranças (2001)
- Aventuras de pinóquio – histórias de uma marionete (2002)
- A casa das palavras (2002)
- A moça tecelã (2004)
- Fragatas para terras distantes (2004)
- Acontece na cidade (2005)
- Fino sangue (2005)
- O homem que não parava de crescer (2005)
- 23 histórias de um viajante (2005)
- Uma estrada junto ao rio (2005)
- Minha Ilha Maravilha (2007)
- Passageira em trânsito (2009) Prêmio Alphonsus de Guimarães
- Minha guerra alheia (2010) (Deutsch: Mein fremder Krieg. Erinnerungen. Übers.: Markus Sahr. Weidle Verlag 2016.)
- Hora de alimentar serpentes (2013)